# Sardinella maderensis
Grande allache, Hareng, Sardinelle plate, Sardinelle de Madère
Espèce
Statut de conservation UICN

 VU  : Vulnérable
Sardinella maderensis, la Grande allache, le Hareng, la Sardinelle plate ou encore la Sardinelle de Madère, est une espèce de poissons marins et d'eau saumâtre de la famille des Dorosomatidae.

## Description
Sardinella maderensis peut mesurer jusqu'à 30 cm, queue non comprise, mais sa taille habituelle est d'environ 25 cm, queue non comprise. Son poids maximal enregistré est de 927 g.

## Répartition
Ce poisson se rencontre :
- en mer Méditerranée, à l'exception des côtes françaises (dont la Corse) et de l'ouest de l'Italie (mais il est présent sur les côtes de la Sardaigne) ;
- dans les mers Adriatique et Ionienne mais est absent de la mer Égée ;
- dans l'Atlantique est, depuis les côtes du Maroc jusqu'à celles de la Namibie[3] et sur les côtes de Madère, des Canaries et de Sao Tomé-et-Principe.

Il est présent depuis la surface et jusqu'à 80 m de profondeur.

## Sardinella maderensiset l'Homme

Pêche : total des prises entre les années 1950 et 2022 exprimées en tonnes.

Sardinella maderensis est un poisson couramment commercialisé et qui sert parfois d'appât.

## Systématique
Le nom valide complet (avec auteur) de ce taxon est Sardinella maderensis (Lowe, 1838).
L'espèce a été initialement classée dans le genre Clupea sous le protonyme Clupea maderensis Lowe, 1838,.
Ce taxon porte en français les noms vernaculaires ou normalisés suivants : Grande allache, Hareng, Sardinelle plate, Sardinelle de Madère.
Sardinella maderensis a pour synonymes :
- Alausa eba Valenciennes, 1847
- Clupea desmaresti Risso, 1827
- Clupea eba (Valenciennes, 1847)
- Clupea maderensis Lowe, 1838
- Clupeonia cameronensis
- Engraulis desmaresti Risso, 1827
- Pellonula modesta Fischer, 1885
- Sardinella cameronensis Regan, 1917
- Sardinella eba (Valenciennes, 1847)
- Sardinella granigera Valenciennes, 1847
- Sardinella madarensis (Lowe, 1838)

### Étymologie
Son épithète spécifique, composée de mader[e] et du suffixe latin -ensis, « qui vit dans, qui habite », lui a été donnée en référence à sa localité type, l'île de Madère.

### Publication originale
- (en) R. T. Lowe, « A Synopsis of the Fishes of Madeira; with the principal Synonyms, Portuguese Names, and Characters of the new Genera and Species », Transactions of the Zoological Society of London, vol. 2, no 3,‎ 5 décembre 1838, p. 173-200 (ISSN 0084-5620, DOI 10.1111/J.1469-7998.1839.TB00017.X, lire en ligne).